# Абылай (Кулан)
Абылай-торе (каз. Абылай-төре) — внук Абылай-хана, сын Адиль султана. Из-за табу на имя Абылайхана, называли Кулан.

## Биография
Год рождения и смерти неизвестны. Наследовал титул гун указом от 12 декабря 1832 года (12 год правления Даогуана, 10 луна, день гуйхай). Братья Мамырхан, Тюлек, Иргали слушались его безоговорочно. В удел Кулана входили албанские колена сегиз-сары, кызылборик, бозум. Под их руку перешли шапрашты, подведомственные Сюку Абылайханову. Кочевья братьев располагались на караванном пути из Синьцзян в Среднюю Азию, взимание налогов с российских, среднеазиатских купцов составляло часть их прибыли. Кроме того, они брали налог за переправу через р. Или, а также имели пахотные земли и своих землепашцев. В равнину между горами Ыклас и Жаман Алтынэмель ежегодно в августе приезжал китайский отряд, проводящий инспекцию границ и происходил торговый обмен, поэтому, Кулан имел регулярные связи с властями Кульджи. Тем не менее, его брат Иргали был в Санкт-Петербурге и награждён милостями русского монарха.
После смерти Адиль-султана власть над дулатами перешла к его сыну Абылаю, более известному под прозвищем Кулан-султан. Стремясь избежать подчинения кокандским властям, он окончательно перенес свою ставку в Жетысу. В этом регионе доминировали два рода — ботбай и жаныс, тогда как шымыр и сикым были представлены сравнительно небольшими группами.
К этому времени племя дулат фактически разделилось на две части: западную, находившуюся под властью Кокандского ханства, и восточную, находившуюся под протекторатом Цинской империи. Границей между ними служила река Шу. Однако, в отличие от других племен Старшего жуза, это разделение не оказало значительного влияния на дулатов. Например, жалаиры, проживавшие на берегах Шу, практически не поддерживали связи с соплеменниками, жившими у реки Каратал, поскольку между ними располагались территории, занятые другими родами и племенами. В случае же дулатов, расселенных на обширной территории от Сырдарьи до Или, подобных барьеров не существовало. Их отдельные группы могли относительно свободно перемещаться по всему региону.
Кулан-султан, глава жетысуйских дулатов, в 1822 году подал прошение о принятии его в подданство Российской империи. Российские власти удовлетворили этот запрос, однако Кулан-султан преследовал собственные политические цели. Он стремился не уступать инициативу правителю жалаиров, Сюк-султану, который ранее выразил лояльность России.
Фактически Кулан-султан ориентировался на Цинскую империю. Несмотря на формальное признание российского подданства, он сумел заблокировать первую попытку Российской империи закрепиться в Жетысу в середине 1820-х годов. Исследователь К. Ш. Хафизова отмечает, что Кулан-султан по-своему противостоял завоеванию казахских земель как русскими, так и кокандцами, препятствуя строительству иностранных крепостей на плодородных пастбищах Семиречья.